# Onelio
Onelio  è un nome proprio di persona italiano maschile.

## Varianti
- Maschili: Oneglio[2], Onello[2]
- Femminili: Onelia[1], Oneglia[2], Onella[2]

## Origine e diffusione
Nome presente principalmente in Toscana e in Emilia-Romagna, maggiormente attestato al femminile, diffusosi di recente probabilmente tramite canali musicali o teatrali.
Data la mancanza di una tradizione onomastica e l'assenza di documentazione, la sua etimologia e quindi il suo significato sono ignoti. Fra le varie ipotesi, viene ricondotto ad altri nomi quali Ornella, Amelia e Cornelia, oppure a radici quali il latino alnus ("ontano") o il germanico awi ("salute").

## Onomastico
Nessun santo porta questo nome, che quindi è adespota. L'onomastico può essere festeggiato il 1º novembre, in occasione di Ognissanti.

## Persone
- Onelio Prandini, politico italiano
- Onelio Volpini, vittima dell'eccidio di Montemaggio